# 圆鼻巨蜥
圆鼻巨蜥（学名：Varanus salvator）又稱水巨蜥、泽巨蜥、五爪金龙、四脚蛇，为巨蜥科巨蜥属的爬行动物。泽巨蜥是世界上数量最多的巨蜥，野外种群数量超过1000万，分布范围包括但不限于斯里兰卡岛、孟加拉湾沿岸、印度支那半岛、马来半岛、婆罗洲岛、苏门答腊岛和新几内亚岛，多生活于热带雨林中，但也在人类聚居区有稳定分布。它主要棲息在低地淡水和鹹水濕地。據記錄，可分布於海拔高達1,800米（5,900英尺）。

## 保护
- 中国国家重点保护动物等级：一级
- 香港法例CAP 170 《野生動物保護條例》受保護物種
- 泰國法例受保護物種
- 中華民國法例《野生動物保育法》第35條之受保護物種

## 身体特征
泽巨蜥头部扁长，身体粗壮，尾部侧扁且强而有力。
泽巨蜥在所有蜥蜴中体型仅次于科莫多巨蜥，大多数成年泽巨蜥长度通常在2米(6.6英尺)上下，最大个体长度能超过3米(10英尺)，重量能超过60千克。
泽巨蜥的捕食范围非常广泛，通常包括猴子等小型哺乳类、鱼类、鸟类和爬行类。虽然无法捕食成年湾鳄，泽巨蜥依然经常破坏湾鳄的巢穴并吃掉湾鳄的卵。野生泽巨蜥经常进食腐肉，甚至有过翻垃圾箱寻找食物的记录。
巨蜥表面布滿寄生蟲硬蜱，體內有大量蜥絲蟲，絲蟲繁殖時產生一種微絲蚴，存在於血液中。
在宰殺巨蜥時，這種微絲蚴可能通過刀具及其他用具沾染其他食物傳入人口，即使不吃野味的人，也將承擔感染寄生蟲病的風險。

## 行为和生态

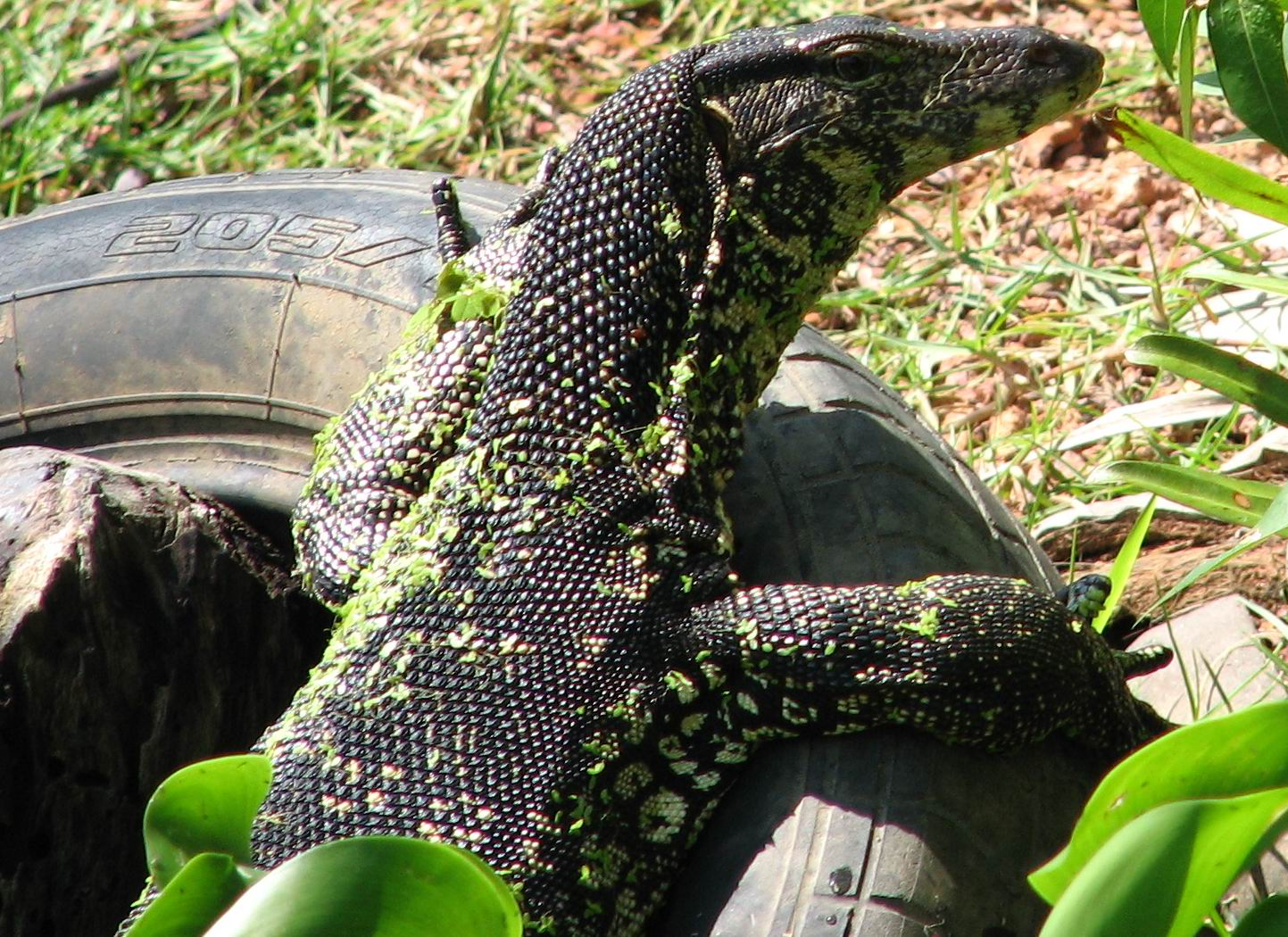
亚洲水蜥蜴趴在橡胶轮胎上休息

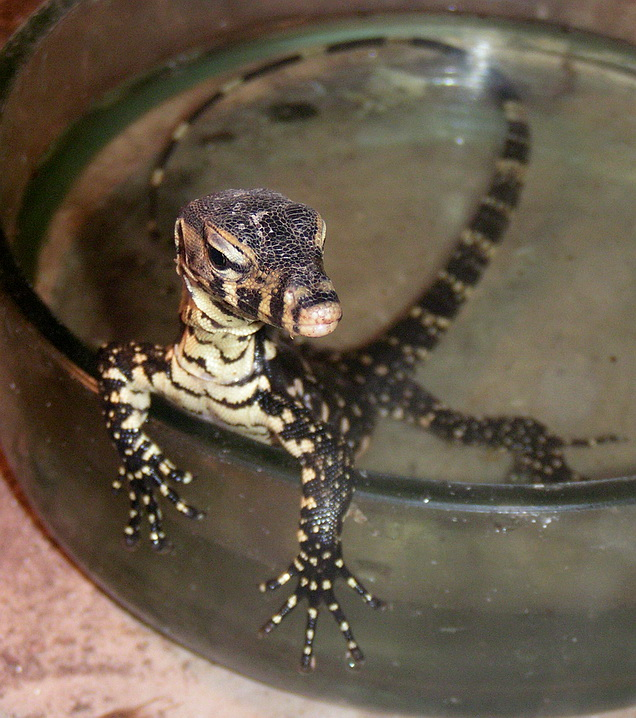
幼蜥

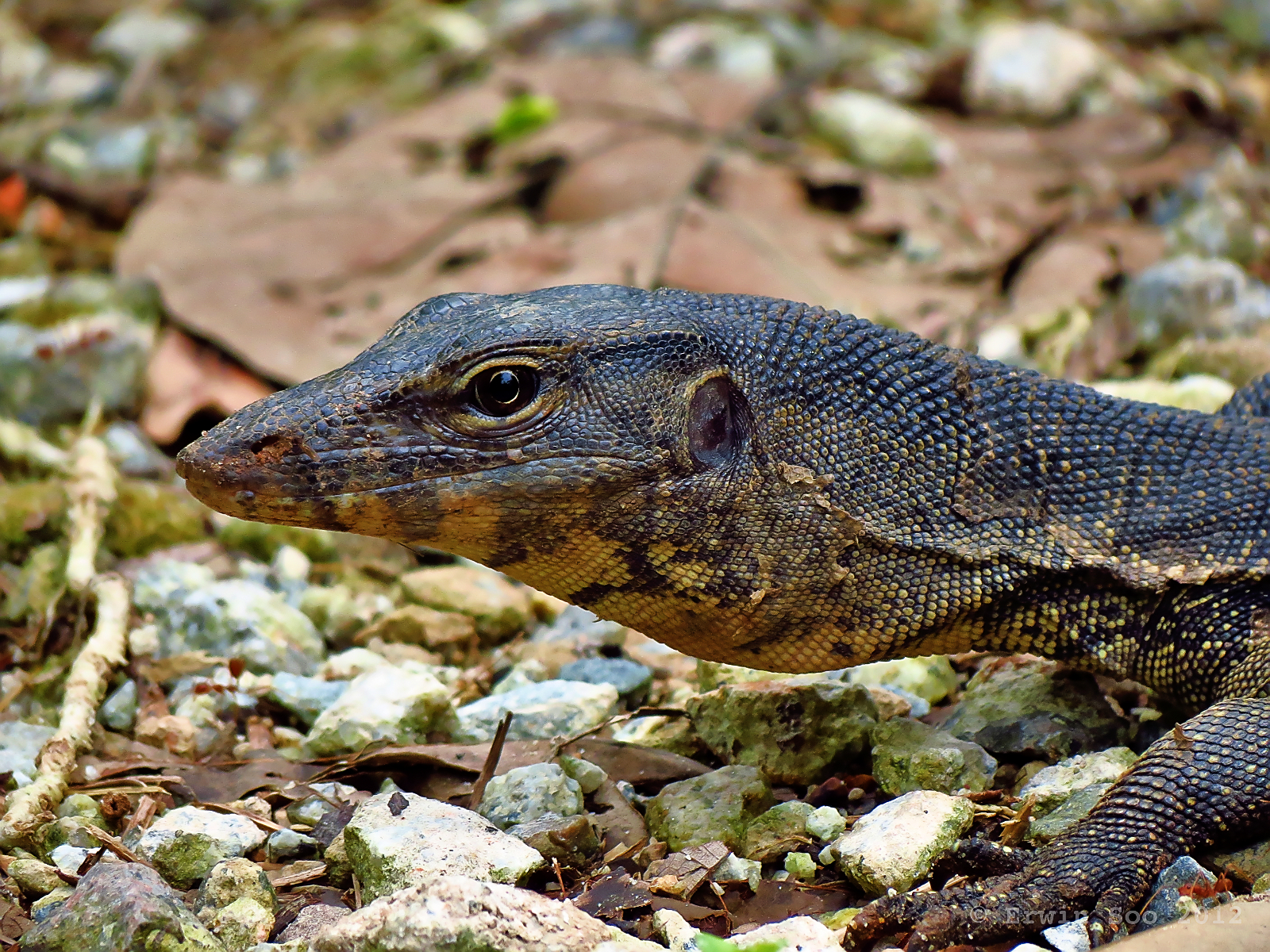
幼年蜥蜴

水蜥蜴会使用尾巴、爪子和下颚来自卫。它们擅长游泳，使用尾巴上的凸起的鳍在水中控制方向。当遇到较小的猎物时，水蜥蜴会用下颚制服猎物，然后猛烈地摇动脖子，破坏猎物的器官和脊椎，使其死亡或失去行动能力。然后蜥蜴会整个吞下猎物。
在以水为主的栖息地中，它们的半水生行为被认为可以提供一定程度的避免被捕食的安全性。结合它们的杂食性，这被认为有助于它们的生态适应能力。 当受到捕食者（如眼镜蛇（Ophiophagus hannah））的追逐时，它们会利用强大的腿部和爪子爬上树。如果这种躲避不足以逃离危险，它们还会从树上跳到水中以保护自己，这是一种类似于绿鬣蜥（Iguana iguana）的策略。
和科莫多龙一样，水蜥蜴经常会吃腐肉。 它们具有敏锐的嗅觉，可以从很远的地方闻到尸体的气味，曾经观测到它们进食人的尸体。虽然它们的存在可以在法医调查中帮助找到失踪人员，但它们可能会对尸体造成进一步的伤害，使死因的确定变得更加复杂。
关于水蜥蜴及其行为的第一个英文文献描述可以追溯到1681年，由罗伯特·诺克斯在他长时间在康提王国被囚禁期间进行观察所做：“这里有一种叫做Kobberaguion的生物，类似于短吻鳄。最大的可能有五到六英尺长，有黑白相间的斑点。它主要生活在陆地上，但会下水并潜入水中：有一条长长的蓝色叉状舌头，像一根刺，它会伸出舌头，发出嘶嘶声，但不会咬或刺伤人，尽管它的外表可能会吓到不了解它是什么的人。它不怕人，但会张开嘴在路上嘶嘶叫，几乎不会离开。它会和狗和豺狼一起吃腐肉，它们不会被吓走，但如果它们靠近吠叫或咬它，用它长长的尾巴像鞭子一样抽打它们，它们会逃跑并嚎叫。”
水蜥蜴在受到威胁时倾向于攻击人类，应该小心处理。水蜥蜴的咬伤可能会造成严重的伤害。

## 饮食

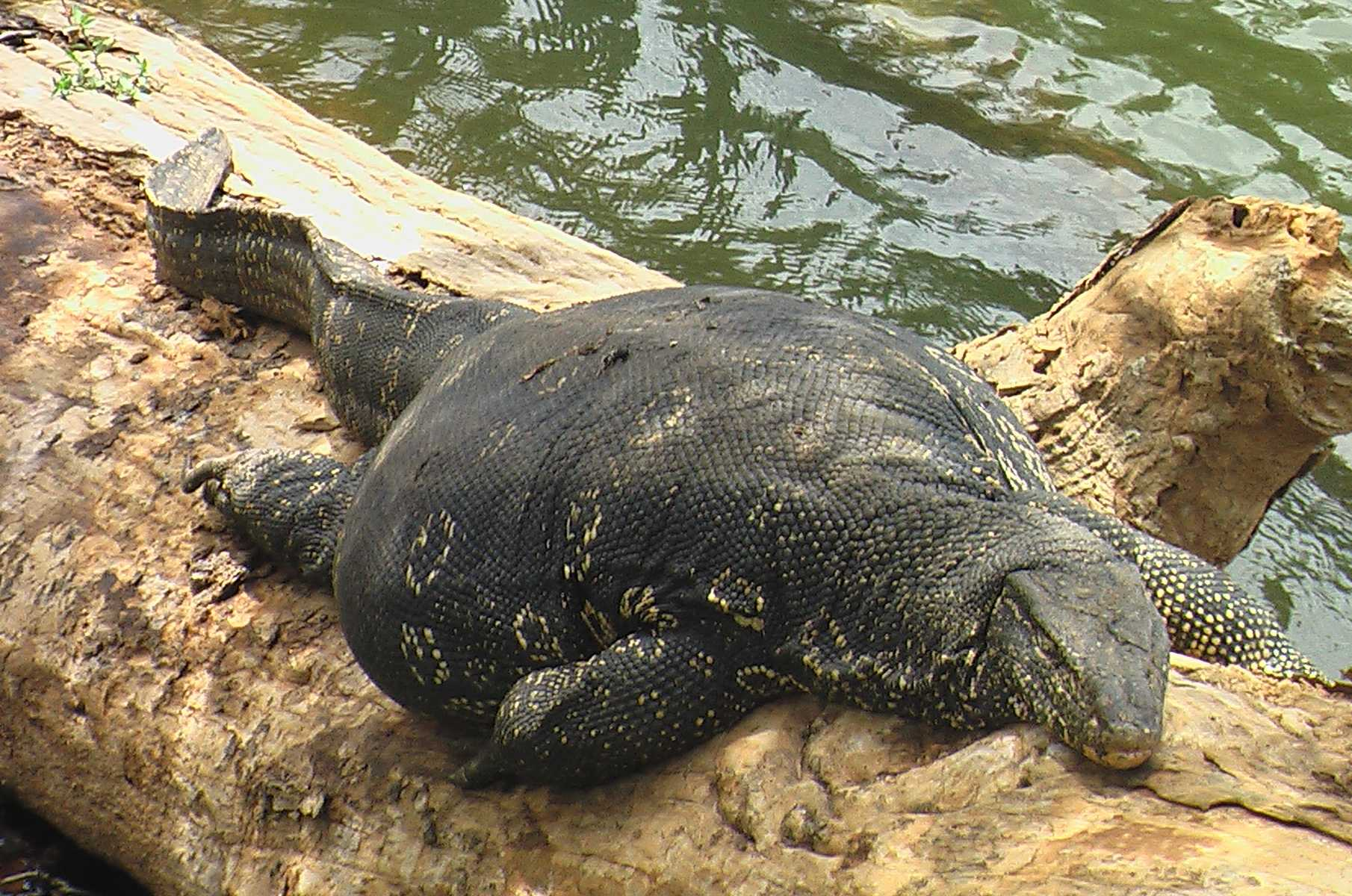
在斯里兰卡康提湖的亚洲水蜥蜴。可能过于肥胖或怀孕，或两者兼而有之。

它们是肉食动物，吃各种各样的猎物。已知它们会吃鱼、青蛙、啮齿动物、鸟、蟹和蛇。 它们也被发现会吃龟，以及幼小的鳄鱼和鳄鱼蛋。 观察到水蜥蜴以一种类似于哺乳动物肉食动物的方式吃鲶鱼，用尖锐的牙齿撕下肉块，用前腿抓住，然后将鱼的不同部分分开逐个消化。
在泰国中部的城市地区，亚洲水蜥蜴的饮食包括鱼、蟹、马来食蛇龟（Malayemys macrocephala）、中国食蛙（Hoplobatrachus rugulosus）、鸟类、小啮齿动物、家养猫（Felis catus）和狗（Canis familiaris）、鸡（Gallus gallus domesticus）、食物残渣和尸体。 在红毛岛捕获的20只成年亚洲水蜥蜴的胃中，主要是人类食物残渣，其次是龟蛋和幼鳄鱼、蟹和蜥蜴蛋。

## 毒液
关于Varanus属中是否存在毒液存在广泛的争议。以前，毒液被认为是蛇科（蛇）和Heloderma（有毒蜥蜴）独有的。认为Varanus的咬伤后效应仅仅是由口腔中的细菌引起的，但最近的研究显示，多个，如果不是所有的物种口腔中可能都存在毒液腺。毒液可能被用作防御机制，以抵御捕食者，帮助消化食物，维持口腔卫生，可能还有助于捕获和杀死猎物。

## 捕食
成年水蜥蜴几乎没有天敌，只有咸水鳄（Crocodylus porosus）被记载会捕食它们。